# إيرول ماكورماك
إيرول ماكورماك (بالإنجليزية: Errol McCormack)‏ هو طيار أسترالي، ولد في 30 أغسطس 1941 في بوندابيرج في أستراليا.